# 岩下潤
岩下 潤（いわした じゅん、1973年4月8日 - ）は、静岡県生まれのサッカー指導者、元サッカー選手。2020年から清水エスパルスユース監督。現役時代のポジションはFW。

## 来歴
東海大学第一高校（現・東海大学付属静岡翔洋高校）卒業後、Jリーグ開幕を控えた清水エスパルスに入団。1994年には24試合に出場し4ゴールを挙げるが(6月1日、1stステージ第18節ジェフ市原戦のゴールはJリーグ30ベストアウォーズのボレー/オーバーヘッド部門にノミネートされた。)、1995年シーズンをもって清水を退団、1996年からヴィッセル神戸に所属、その後、日本フットボールリーグ (JFL) のジヤトコ・TTでプレー。本人はその後も現役を続けるつもりだったが、清水から育成スタッフの話を聞いて現役を引退、2002年に清水のアカデミースタッフに就任する。
清水アカデミーでは永年ジュニアユース世代（中学生）の指導に携わり、特に2011年から2019年まではU-13監督→U-14監督→U-15監督と同一学年の持ち上がり指導を3度経験。川本梨誉らの世代が3年生となった2016年にはJFAプレミアカップ（現・JFA 全日本U-15サッカー大会）、日本クラブユースサッカー選手権大会、高円宮杯 JFA 全日本U-15サッカー選手権大会のジュニアユース世代三冠を達成したほか、立田悠悟らトップチームに上り詰めた人材を育てた。
2020年、ユース（U-18世代）監督の平岡宏章がトップチームコーチに就任するのに合わせ、後任の監督に就任した。

## 所属クラブ
- 東海大学第一高等学校
- 1992年 - 1995年 清水エスパルス
- 1996年 - 1998年 ヴィッセル神戸
- 1999年 - 2000年 ジヤトコサッカー部

## 個人成績
| 国内大会個人成績 | 国内大会個人成績 | 国内大会個人成績 | 国内大会個人成績 | 国内大会個人成績 | 国内大会個人成績 | 国内大会個人成績 | 国内大会個人成績 | 国内大会個人成績 | 国内大会個人成績 | 国内大会個人成績 | 国内大会個人成績 |
| 年度             | クラブ           | 背番号           | リーグ           | リーグ戦         | リーグ戦         | リーグ杯         | リーグ杯         | オープン杯       | オープン杯       | 期間通算         | 期間通算         |
| 年度             | クラブ           | 背番号           | リーグ           | 出場             | 得点             | 出場             | 得点             | 出場             | 得点             | 出場             | 得点             |
| 日本             | 日本             | 日本             | 日本             | リーグ戦         | リーグ戦         | リーグ杯         | リーグ杯         | 天皇杯           | 天皇杯           | 期間通算         | 期間通算         |
| ---------------- | ---------------- | ---------------- | ---------------- | ---------------- | ---------------- | ---------------- | ---------------- | ---------------- | ---------------- | ---------------- | ---------------- |
| 1992             | 清水             | -                | J                | -                | -                | 0                | 0                |                  |                  |                  |                  |
| 1993             | 清水             | -                | J                | 5                | 1                | 4                | 5                |                  |                  |                  |                  |
| 1994             | 清水             | -                | J                | 24               | 4                | 1                | 0                | 0                | 0                | 25               | 4                |
| 1995             | 清水             | -                | J                | 7                | 0                | -                | -                | 0                | 0                | 7                | 0                |
| 1996             | 神戸             |                  | 旧JFL            |                  |                  |                  |                  |                  |                  |                  |                  |
| 1997             | 神戸             | 20               | J                | 1                | 0                | 1                | 0                | 0                | 0                | 2                | 0                |
| 1998             | 神戸             | 20               | J                | 0                | 0                | 1                | 0                | 0                | 0                | 1                | 0                |
| 1999             | ジヤトコ         | 8                | JFL              |                  |                  | -                | -                |                  |                  |                  |                  |
| 2000             | ジヤトコ         | 8                | JFL              |                  |                  | -                | -                |                  |                  |                  |                  |
| 通算             | 日本             | 日本             | J                | 37               | 5                | 7                | 5                | 0                | 0                | 44               | 10               |
| 通算             | 日本             | 日本             | JFL              |                  |                  | -                | -                |                  |                  |                  |                  |
| 通算             | 日本             | 日本             | 旧JFL            |                  |                  | -                | -                |                  |                  |                  |                  |
| 総通算           |                  |                  |                  |                  |                  |                  |                  |                  |                  |                  |                  |

## 指導歴
- 2002年 - 清水エスパルス
  - 2002年 ユースコーチ
  - 2003年 - 2006年 ジュニアユース 監督
  - 2007年 ユースコーチ
  - 2008年 - 2010年 U-15監督
  - 2011年 U-13 監督
  - 2012年 U-14 監督
  - 2013年 U-15 監督
  - 2014年 U-13 監督
  - 2015年 U-14 監督
  - 2016年 U-15 監督
  - 2017年 U-13 監督
  - 2018年 U-14 監督
  - 2019年 U-15 監督
  - 2020年 - 2021年 ユース 監督
  - 2022年 U-13 監督
  - 2023年 U-14 監督
  - 2024年 - U-15 監督